# Johannes II. von Bokholt
Johannes II. von Bokholt (* in Lübeck; † 6. Oktober 1331 in Schleswig) war römisch-katholischer Bischof im Bistum Schleswig.

## Leben
Johann von Bokholt war einer der Söhne des Lübecker Ratsherrn Siegfried von Bokholt. Zum Beruf des Klerikers bestimmt, wurde er zunächst Domherr und Dechant in Lübeck und stieg er in der Kirche 1308 zum Bischof in Schleswig auf. In seine Amtszeit fällt 1310 bis 1320 der Bau des Schwahls, eines offenen Kreuzgangs an der Nordseite des  Schleswiger Doms.
Seine monumentale Grabplatte befand sich nach der Überlieferung zumindest zu Beginn des 17. Jahrhunderts noch an der Nordseite des Chors im Dom von Schleswig. Sie ist heute nicht mehr vorhanden, aber in der Literatur beschrieben.
Sein Bruder Heinrich II. Bochholt war Bischof im Bistum Lübeck.